# Тогайлы (Западно-Казахстанская область)
Тогайлы (каз. Тоғайлы, до 2010 г. — Жемшин) — село в Таскалинском районе Западно-Казахстанской области Казахстана. Входит в состав Мерейского сельского округа. Код КАТО — 276049600.

## Население
В 1999 году население села составляло 333 человека (170 мужчин и 163 женщины). По данным переписи 2009 года, в селе проживало 240 человек (117 мужчин и 123 женщины).